# Colleen Hoover
Colleen Hoover (született: Margaret Colleen Fennell; Sulphur Springs, 1979. december 11. –) amerikai írónő, aki elsősorban romantikus és fiatal felnőtteknek szóló regények műfajában ír regényeket.   Leginkább 2016-ban megjelent, Velünk végetér című romantikus regényéről ismert. Számos művét saját maga adta ki, mielőtt egy kiadó átvette őket. 2022 októberéig Hoover körülbelül 20 millió könyvet adott el.  A Time magazin 2023-ban a világ 100 legbefolyásosabb embere közé sorolta. 

## Korai és magánélet
Hoover 1979. december 11-én  született a texasi Sulphur Springsben Vannoy Fite  és Eddie Fennell gyermekeként. A texasi Saltillóban nőtt fel , és 1998-ban érettségizett a Saltillo High Schoolban.  2000-ben férjhez ment Heath Hooverhez,  és három fiuk született.  A Texas A&amp;M-Commerce- en szerzett szociális munka diplomát.  Mielőtt írói pályafutását megkezdte volna, különböző szociális munkákban és a tanár szakmában dolgozott. 

## Karrier
2011 novemberében Hoover elkezdte írni debütáló regényét, a Szívcsapást, anélkül, hogy szándékában állt volna, hogy megjelenjen. Az Avett Brothers egyik dalának, a „Head Full of Doubt/Road Full of Promise” szövege ihlette meg: „Döntsd el, mi legyél, és légy az”.  Hoover saját kiadásában adta ki a Szívcsapás című könyvet 2012 januárjában.  Azt állítja, hogy azért adta ki a regényt, hogy édesanyja, aki éppen most kapott egy Amazon Kindle-t, elolvashassa.  Folytatása, a Visszavonuló 2012 februárjában jelent meg  Néhány hónap elteltével a Szívcsapást Maryse Black könyvblogger értékelte, és öt csillagot kapott , majd Hoover első két könyvének eladásai gyorsan megugrottak.   Az év augusztusában a Szívcsapás és a Visszavonuló a 8., illetve a 18. helyet érte el a <i id="mwTQ">New York Times</i> Best Seller listáján .   Az Atria Books átvette a regényeket, és 2012. augusztus 10-én újra kiadta  A sorozat harmadik könyve, az Ez a lány 2013 áprilisában jelent meg   A Szívcsapás sikere után Hoover felhagyott korábbi  munkájával, hogy főállású író legyen. 
Hoover regénye, a Reménytelen 2012 decemberében jelent meg saját kiadásában, és egy lány szerepel benne, aki általános iskolai tanulmányai során magántanuló, mielőtt egy állami középiskolába ment volna.  A könyv január 20-án 1. helyezést ért el a New York Times bestseller listáján , és három hétig ott is maradt.  Ez volt az első saját kiadású regény, amely valaha a lista élére került.  Még azon év júliusában megjelent a kísérőregénye, a Reményveszett. 
A Helló, Hamupipőke! egy ingyenes novella, amelyet Hoover 2014-ben adott ki. Több olyan karakter is szerepel benne, akiket a Reménytelen és a Reményveszett című regényeiben ábrázol. Kiadtak egy puhakötésű kötetet , számos kiegészítéssel, mint például egy új epilógussal és Hoover saját Hamupipőke történetével.  Az Egy nap Talán 2014 márciusában jelent meg egy kis sorozat első regénye egy fiúról és egy lányról, akik együtt írnak zenét és egymásba szeretnek. Griffin Peterson zenész készített egy filmzenét a regényhez.  Az e-könyvben található linkek vagy a papírfedeles beolvasható QR-kód egy weboldalra vezetett, ahol az olvasók meghallgathatták a zenét. 
A Tarryn Fisherrel közösen készült Soha, de sohá -t eredetileg három különálló novellaként adták el. A művet később egy teljes könyvként újra kiadták. 
2016-ban jelent meg Hoover regénye, a Velünk véget ér Hoover "a legnehezebb könyvnek, amit valaha írtam" jellemezte.  A regény a családon belüli erőszakkal foglalkozik, és Hoover szerint azzal a szándékkal íródott, hogy a családon belüli erőszak áldozataiért szóljon.  A történetet Hoover személyes tapasztalata ihlette, amikor gyermekként családon belüli erőszakkal teli háztartásban nőtt fel, és ez végigkísérte felnőtt életében is. A könyv főszereplője, Lily fiatalon átéli a családon belüli erőszakot, tanúja lehet apja bántalmazásának édesanyjával szemben, ezt saját bőrén tapasztalja meg, majd felnőttként erőszakos kapcsolatba kerül.  2019-ig a regényből több mint egymillió példány kelt el világszerte, és több mint húsz nyelvre fordították le. 
2021-ben a Hoover népszerűsége megugrott, mivel a BookTok közösség felkapta a könyvet Tiktok-on.   Ennek eredményeként 2022 januárjában a Velünk véget ér 1. lett a The New York Times bestseller-listáján.  A velünk véget ér filmadaptációjának gyártása 2023 májusában kezdődött.  2024 augusztusában adták ki vegyes kritikai értékelések mellett, de nagy kereskedelmi sikert aratott, és világszerte több mint 250 millió dollár bevételt hozott. Hoover interjúkban kijelentette, hogy a regény inspirációja az anyja által elszenvedett családon belüli bántalmazás volt. 
Az Atria Könyvek gondozásában 2022. október 18-án jelent meg a Velünk véget ér folytatása, a Velünk kezdődik .  A Simon & Schuster nyilvánosságra hozta a regény kiterjedt marketingkampányának részleteit, amely a kiadó minden idők legtöbbször előrendelt könyve lett. 
2022 októberében a Simon & Schuster UK megvásárolta Hoover két önálló regényét, amelyek 2024-ben és 2026-ban fognak megjelenni. 
2022 októberéig a Hoover több mint 20 millió könyvet adott el.  Alexandra Alter, a The New York Times munkatársa Hoover 2022-es sikerére reflektálva ezt írta: „Ha azt akarjuk mondani, hogy jelenleg ő a legkelendőbb regényíró az Egyesült Államokban, és akár más sikeres szerzőkkel is összehasonlíthatjuk, akik több könyvet is felkerültek a bestseller listára, nem tudja megragadni közönsége méretét és lojalitását."  
| Év   | Díj                     | Munka           | Kategória | Eredmény | Ref    |
| ---- | ----------------------- | --------------- | --- | -------- | ------ |
| 2012 | Goodreads Choice Awards | Szívcsapás      | Fiatal felnőtt szépirodalom | Jelölve  | [ 42 ] |
| 2013 | Goodreads Choice Awards | Reménytelen     | Romantikus | Jelölve  | [ 43 ] |
| 2013 | Goodreads Choice Awards | Ez a Lány       | Romantikus | Jelölve  | [ 43 ] |
| 2014 | UtopYA Con Awards       | Egy nap talán   | A leginnovatívabb marketing | Elnyerte | [ 44 ] |
| 2015 | Goodreads Choice Awards | Vallomás        | Romantikus | Elnyerte | [ 45 ] |
| 2016 | Goodreads Choice Awards | Velünk ér véget | style="background: #9EFF9E; color: #000; vertical-align: middle; text-align: center; " class="yes table-yes2 notheme"\|Elnyerte | [ 46 ]   |        |

#### New York Timesbestsellerek
2022-ben Hoover a New York Times puhafedeles szépirodalmi bestsellerlistájának első tíz helyéből hatot tartott. 
- Szívcsapás (#8) [18]
- Visszavonulás(#18) [18]
- Ez a lány (#9) [21]
- Reménytelen (#1) [23]
- A reményveszett (#6) [25]
- Egy nap talán(#3) [47]
- Csúf szerelem (#4)
- Vallomá (#4) [47]
- November 9. (#9)
- Velünk ér véget (#1) [35]
- Verity (#2)

## Művek

### Könyvek

#### Velünk véget érsorozat
- Velünk ér véget (2016)
- Velünk kezdődik (2022)

#### Lecsapottsorozat
- Szívcsapás(2012)
- Visszavonulás (2012)
- Ez a lány (2013)

#### Reménytelensorozat
- Reménytelen (2012)
- Reményveszett (2013)
- Helló, Hamupipőke! (novella; 2013)
- Finding Perfect (novella; 2019)

#### Talán egy napsorozat
- Talán egyszer (2014)
- Talán nem (novella; 2014)
- Talán most (2018)

#### Önálló regények
- Ugly Love (2014)
- Never Never (2015, digital; 2023, physical) three part novella series with Tarryn Fisher
- Confess (2015)
- November 9 (2015)
- Too Late (2016)
- Without Merit (2017)
- All Your Perfects (2018)
- Verity (2018)
- Regretting You (2019)
- Heart Bones (2020)
- Layla (2020)
- Reminders of Him (2022)

Forrás:  

### Novellák
- "A Father's Kiss" a The Kissből (A szerelem és más közeli találkozások antológiája)
- "Szent" a One More Step-ből (Antológia)
- "The Dress" a Two More Daysből (Antológia)
- Új felnőtt fikció

## Külső hivatkozások
- Colleen Hoover hivatalos Wattpad-profilja